# Biblioteka Uranii
Biblioteka Uranii – seria wydawnicza wydawana przez Polskie Towarzystwo Miłośników Astronomii (PTMA) w Krakowie od 1990 roku, związana z czasopismem Urania – Postępy Astronomii. Najnowszą z pozycji (nr 31) wydało Polskie Towarzystwo Astronomiczne (PTA). Seria obejmuje książki dotyczące astronomii. W szczególności przez kilkanaście lat w jej ramach był wydawany szczegółowy kalendarz astronomiczny, zawierający efemerydy dla planet i różnych innych ciał niebieskich.

## Lista publikacji w serii
1. R. Fangor, Z. Rzepka, M. Zawilski, Poradnik obserwatora pozycji i zakryć, PTMA oraz Universitas, Łódź, Kraków 1990
2. A. Rybarski, K. Serkowski, Amatorski teleskop zwierciadlany, PTMA oraz Universitas, Kraków 1990
3. T.Z. Dworak, Najdalsze planety Układu Słonecznego, PTMA, Kraków 1991
4. Tomasz Ściężor, Janusz Płeszka, Kalendarz miłośnika astronomii na rok 1992, PTMA, Kraków 1991
5. Tomasz Ściężor, Janusz Płeszka, Kalendarz miłośnika astronomii na rok 1993, PTMA, Kraków 1992
6. Tomasz Ściężor, Janusz Płeszka, Kalendarz miłośnika astronomii na rok 1994, PTMA, Kraków 1993
7. M. Markowski, Uniwersytet Krakowski jako miejsce duchowych narodzin Mikołaja Kopernika, PTMA, Kraków 1994
8. J. Kosiński, Jak obserwować meteory? - Poradnik obserwatorów meteorów, PTMA, Kraków 1994
9. Tomasz Ściężor, Janusz Płeszka, Kalendarz miłośnika astronomii na rok 1995, PTMA, Kraków 1994
10. T. Krzyt, Poradnik obserwatora gwiazd zmiennych, PTMA, Kraków 1995
11. R. Fangor, Z. Rzepka, M. Zawilski, Poradnik obserwatora pozycji i zakryć, wydanie II poprawione, PTMA, Kraków 1990
12. Tomasz Ściężor, Janusz Płeszka, Kalendarz astronomiczny na rok 1996, PTMA, Kraków 1995
13. Tomasz Ściężor, Janusz Płeszka, Kalendarz astronomiczny na rok 1997, PTMA, Kraków 1996
14. Tomasz Ściężor, Kalendarz astronomiczny na rok 1998, PTMA, Kraków 1997
15. J. Kruk, Dawne stacje astronomiczne Obserwatorium Krakowskiego na Ziemi Myślenickiej, PTMA, Kraków 1998
16. Tomasz Ściężor, Kalendarz astronomiczny na rok 1999, PTMA, Kraków 1998
17. Tomasz Ściężor, Kalendarz astronomiczny na rok 2000, PTMA, Kraków 1999
18. Tomasz Ściężor, Kalendarz astronomiczny na rok 2001, PTMA, Kraków 2000
19. Tomasz Ściężor, Kalendarz astronomiczny na rok 2002, PTMA, Kraków 2001
20. Tomasz Ściężor, Kalendarz astronomiczny na rok 2003, PTMA, Kraków 2002
21. Tomasz Ściężor, Kalendarz astronomiczny na rok 2004, PTMA, Kraków 2003
22. Tomasz Ściężor, Kalendarz astronomiczny na rok 2005, PTMA, Kraków 2004
23. Tomasz Ściężor, Kalendarz astronomiczny na rok 2006, PTMA, Kraków 2005
24. (red.) Katarzyna Bajan, Piotr Flin, Wykorzystanie małych teleskopów, Akademia Świętokrzyska oraz PTMA, Kielce, Kraków, 2005
25. Tomasz Ściężor, Kalendarz astronomiczny na rok 2007, PTMA, Kraków 2006
26. (red.) Katarzyna Bajan, Włodzimierz Godłowski, Wykorzystanie małych teleskopów II, Uniwersytet Opolski oraz PTMA, Opole, Kraków 2011
27. Wykorzystanie Małych Teleskopów 2013, Uniwersytet Pedagogiczny w Krakowie, Polskie Towarzystwo Astronomiczne, PTMA, Kraków 2014 (pod redakcją Katarzyny Bajan, Waldemara Ogłozy, Grzegorza Stachowskiego i Bartłomieja Zakrzewskiego)[2]
28. Józef Smak, Nowe opowiadania starego astronoma, PTA, Warszawa 2013, numer ISBN 978-83-938279-0-9[a]